# 곽월
곽월(郭越, 1518년 ~ 1586년 8월 6일)은 조선시대 중기의 문신, 성리학자이다. 1556년(명종 11년) 별시문과에 병과로 급제하여 제주목사에 이르렀다. 본관은 현풍(玄風)으로 자는 시정(時靜), 호는 정재(定齋) 또는 정암(定庵)이다. 임진왜란 때의 의병장 곽재우(郭再祐)의 아버지이다. 사후 아들 곽재우의 훈공으로 예조판서에 추증되었다.

## 생애
아버지는 성균관사성을 지내고 승정원 좌승지(承政院 左承旨)에 추증된 곽지번(郭之藩)이고 아들은 임진왜란 때의 의병장이자 무신인 곽재우이다. 6세 때 어머니 허씨를 여의고 외가에서 성장하였다. 첫 부인 진주강씨와 결혼하여 재우를 얻었으나 일찍 사별하고 부인 허씨와 재혼하였다.
1546년(명종 1년) 사마시에 합격하였으며, 1556년(명종 11년) 별시문과에 병과로 급제하여 관직에 나갔다. 그 뒤 권지, 승문원정자, 1566년 영천군수(榮川郡守) 등을 지냈으나 4년 만에 관직을 사퇴하고 고향으로 돌아갔다. 1572년(선조 2년)에 선조의 여러차례의 간곡한 부름으로 다시 관직에 복귀하여 사헌부지평, 1573년 사헌부장령, 1574년 사간원사간 등을 지냈다. 
1574년 의주목사(義州牧使)로 나갔다가 통정대부(通政大夫)로 승진했다. 1576년 다시 의주목사로 나갔다가 그 뒤 호조참의를 거쳐 1578년 명나라에 파견되는 동지사(冬至使)로 임명되어 연경에 다녀왔다. 동지사로 파견되었을 때 명나라 황제로부터 붉은 비단, 금안(金鞍), 쌍연(雙硯)벼루, 화병(畵屛), 시서(詩書) 등을 특별 선물로 받기도 했다.
1579년(선조 12) 수황해도관찰사(黃海道觀察使) 겸 병마수군절도사(兵馬水軍節度使)에 임명되었으나 스스로 사직하였다. 
그 뒤 청송(靑松)부사로 나갔다가 1581년 제주목사로 나가 선정을 베풀었고, 1585년 남원부사로 제수되었으나 부임하지 않았다. 1586년에 향년 68세를 일기로 병사하였다. 저서로는 정암선생유고(定庵先生逸稿)가 있다. 사후 남계서원에 배향되었다.
셋째 아들 곽재우의 훈공으로 자헌대부 예조판서(資憲大夫禮曹判書) 겸 지경연의금부춘추판사(知經筵義禁府春秋館事), 세자시강원좌빈객(世子時講院左賓客)에 추증되었다.

## 저서
- 《정암유고》(定庵逸稿)

## 가족 관계
- 증조부 : 곽승화(郭承華)
- 조부 : 곽위(郭瑋) 
  - 부친 : 곽지번(郭之藩, 1495 ~ 1563)
- 외조부 : 허린(許磷)
- 외조모 : 도사(都事) 정빈(鄭儐)의 딸 해주 정씨
  - 모친 : 양천 허씨[1]
    - 남동생 : 곽규(郭赳, 1521 ~ 1584)
    - 정부인 : 목사(牧使) 강응두(姜應斗)의 딸 진주 강씨
      - 장녀 : 김해 허씨 허언심(許彦深, 1542 ~ ?)의 처
      - 장남 : 곽재희(郭再禧)
      - 차남 : 곽재록(郭再錄)
      - 3남 : 곽재우(郭再祐, 1552 ~ 1617)

    - 계부인 : 참봉(參奉) 허경(許瓊)의 딸 김해 허씨(? ~ 1597)
      - 4남 : 곽재지(郭再祉)
      - 5남 : 곽재기(郭再祺, 1573 ~ 1649)
      - 차녀 : 창녕 성씨 성천조(成天祚)의 처

## 같이 보기
- 곽재우
- 고경명
- 김천일
- 원준량
- 최경회
- 고맹영
- 곽재겸

1. ↑  진안대군의 외6대손
진안대군 → 이숙묘(李叔畒)의 처 이씨 → 이원증(李元增) → 허장손(許長孫)의 처 이씨 → 허린 → 허씨부인